# Ganymed (Band)
Ganymed war eine österreichische Band, die sich in den 1970er Jahren formierte und auf futuristische Disco-Musik und Synthie-Pop spezialisierte.

## Geschichte
Gegründet von Gerry Edmond, der seine Musikerkarriere 1966 in der jüngsten Band Österreichs begann – The Events (Anton Gegner – Schlagzeug, Heinz Hummer – Bass, Leopold Birsak – Gitarre, Gerry Edmond – Gitarre/Gesang). 1969 trennten sich die Wege der Mitglieder der Schulband, und Gerry Edmond begann seine Profimusikerlaufbahn zusammen mit Kurt Hauenstein (Supermax) in Deutschland. Dort trennten sich die beiden nach einiger Zeit, und über verschiedene Wege zur Entwicklung der eigenen Stilrichtung, kehrte Gerry Edmond im Jahr 1977 zurück nach Wien um sein eigenes Musikprojekt zu starten. Über die Arbeit als Studiotechniker kreierte er seine Ideen und formierte mit anderen Musikern zusammen in Wien die Gruppe Ganymed. Den größten Hit hatte Ganymed 1978 mit dem Song It Takes Me Higher, der vier Wochen lang Rang 5 in den österreichischen Charts innehatte. In Deutschland erreichte der Titel Platz 23 und war dort 18 Wochen in den Musikmarkt Charts der Top 100 vertreten. Das fast gleichnamige Album Takes You Higher stand in Österreich im November 1978 auf Platz 16 und war dort 12 Wochen vertreten. Im gleichen Jahr platzierte sich der Titel Saturn in Österreich noch auf Rang 19 der Charts, zwei Jahre später folgte Money Is Addiction (Of This Crazy World) auf Platz 17. Charakteristisch an der Band und ihrer Musik war das Thema „Weltraum“. Futuristische Klänge und Kostüme verhalfen Ganymed zu einem festen Platz im Untergenre Space Disco. In den 1980er und 1990er Jahren wurden einige Songs von DJs bearbeitet und zur Zeit der neuen Discoszene entstanden einige Remixes. Bei einigen der letzten Ganymed-Konzerte im Jahr 1981 wirkte Falco als Bassist mit.

## Diskografie

### Alben
- 1978: Takes You Higher
- 1979: Future World
- 1980: Dimension No. 3
- 2003: Ganymed (Kompilation, 2 CDs)

### Singles
- 1978: Saturn / Music Drives Me Crazy
- 1978: It Takes Me Higher
- 1979: Dancing in a Disco
- 1980: Money Is Addiction (Of This Crazy World)
- 1980: Bring Your Love to Me